# Komunistyczna Partia Urugwaju
Komunistyczna Partia Urugwaju (hiszp. Partido Comunista del Uruguay, PCU) – partia polityczna w Urugwaju. 

## Historia
Założona we wrześniu 1920 roku. Twórcami grupy byli radykalni rozłamowcy z Socjalistycznej Partii Urugwaju. Partia w 1921 roku dołączyła do Międzynarodówki Komunistycznej. W 1962 roku powołała koalicję Lewicowy Front Wyzwolenia. Przed wyborami w 1971 roku dołączyła do koalicji Szeroki Front Ludowy (wespół z partiami takimi jak Partia Socjalistyczna i Partia Chrześcijańsko-Demokratyczna). Brała udział w Międzynarodowych Naradach Partii Komunistycznych i Robotniczych w Moskwie w 1957, 1960 i 1969. W 1973 została zdelegalizowana. Nielegalnie działała do 1985 roku. Należy obecnie do lewicowej koalicji Szeroki Front.